# Адель Французская (графиня Понтье)
Аде́ль Францу́зская (фр. Adèle de France, англ. Alys of France, также Аделаи́да, Али́са, Э́лис; 4 октября 1160 — после января 1213) — дочь французского короля Людовика VII от его второй жены Констанции Кастильской, умершей при её родах, невеста короля Англии Ричарда Львиное Сердце.

## Родственные связи
Родная сестра королевы Венгрии Маргариты Французской, единокровная сестра короля Франции Филиппа II Августа, императрицы Византии Анны Французской, графини Блуа Алисы Французской и графини Шампани Марии Французской.

## Биография
В 1169 году 8-летняя Адель была обручена с Ричардом Львиное Сердце, третьим сыном короля Англии Генриха II Плантагенета. Генрих привёз Адель в Англию, чтобы вступить во владение землями, составлявшими её приданое (графство Омаль и графство Э), но как только та достигла половой зрелости, овладел ею и сделал своей любовницей.
Согласно мирному договору, подписанному 30 сентября 1174 года в местечке Монлуи, король Генрих II подтвердил Людовику VII обещание свадьбы между Ричардом и Аделью, в качестве приданого за которую давалось графство Берри, но она так и не состоялась. В 1177 году папа Александр III под угрозой отлучения от церкви потребовал от Генриха выполнения обещаний, тот подтвердил их в декабре 1183, затем — во время поста 1186 года, но не сдержал своих обещаний. Тем временем Адель родила сына.
После смерти Генриха 6 июля 1189 года его сын и наследник Ричард вызвал Адель в Руан, куда она прибыла в феврале 1190 года. Однако в 1191 году он сообщил новому французскому королю Филиппу Августу, что не возьмёт его сестру в жёны из-за её бесчестия.
В начале 1193 года Филипп-Август попробовал выдать сестру за принца Джона — брата Ричарда, несмотря на то, что тот уже был женат, но безуспешно. Тогда 20 августа 1195 года Адель была выдана замуж за графа Гийома де Понтье. В качестве приданого она принесла ему графства Омаль и Э и заём в 5000 марок.
Адель родила от него:
- Марию де Понтье (до 17 апреля 1199 — сентябрь 1250), жену Симона де Даммартена и (вторым браком) Матьё де Монморанси (погиб 8 февраля 1250 года в битве при Эль-Мансуре)[12].